# Флаг Анголы
Государственный флаг Республики Ангола (порт. Bandeira de Angola) — наряду с государственным гербом и государственным гимном один из «символов суверенитета и государственной независимости, единства и целостности Республики Анголы, которые были приняты при провозглашении государственной независимости 11 ноября 1975 года, установлены Конституционным законом 1992 года и приведены в приложениях I, II и III Конституции Республики Ангола», вступившей в силу 5 февраля 2010 года.

## Описание и символика
В приложении I к конституции установлено:

«Государственный флаг должен состоять из двух цветов в двух горизонтальных поясах. Верхний пояс ярко-красный и нижний чёрный представляют:

а) ярко-красный — кровь, пролитую ангольцами при колониальном угнетении, в освободительной борьбе и при защите Отечества;

б) чёрный — Африканский континент.

В центре должна быть композиция, состоящая из сегмента шестерни, символизирующей рабочих и индустриальное производство, мачете, символизирующего крестьян, сельскохозяйственное производство и вооружённую борьбу, и звезды, символизирующей международную солидарность и прогресс. 

Шестерня, мачете и звезда должны быть жёлтыми, символизируя богатство страны».

Флаг был впервые поднят 11 ноября 1975 года при провозглашении независимости Народной Республики Ангола (с 27 августа 1992 года — Республика Ангола). Комбинация сегмента шестерни с наложенным поверх него мачете отдалённо напоминает символ «Серп и молот».

### Конструкция
Параметры, в соответствии с которыми должен быть изготовлен флаг, указаны в разделе 2.1 руководства правительства Анголы по графическим стандартам и протоколу для национальных символов. Расположение и размер эмблемы и полос должны соответствовать спецификациям, приведенным в руководстве; любое другое расположение считается искажением, переделкой или некорректным представлением. В руководстве указаны стандартные размеры для физических флагов, но допустимы любые размеры, при условии, что соотношение ширины к длине составляет 2:3. В руководстве также указаны конкретные оттенки цветов флага: ангольский красный, ангольский желтый и ангольско-черный.

## История флага
В 1966 году португальский вексиллолог Алмейда Лангханс (Franz Paul de Almeida Langhans) в своей книге «Гербы заморских владений Португалии» (Armorial do Ultramar Português) предложил утвердить для всех португальских заморских провинций флаги на основе флага Португалии с добавлением изображения щита из герба заморской провинции.
Утверждённый вместе с гербами других португальских колоний в 1935 году, щит в гербе Анголы представлял собой трёхчастный щит, в основании которого, как и в гербах всех других португальских владений, были изображены зелёные и серебряные волны и в правой части в серебряном поле — пять лазоревых щитков с 5 серебряными гвоздями каждый (quina, старейший герб Португалии), а в левой части было изображение в пурпурном поле слона и зебры натуральных цветов — как символ Анголы. Но проекты А. Лангханса даже не были рассмотрены правительством Португалии.
В 1956 году было создано Народное движение за освобождение Анголы (МПЛА) (порт. Movimento Popular de Libertação de Angola, MPLA), флагом которого с 1962 года было красно-чёрное полотнище с большой жёлтой пятиконечной звездой в центре.
Этот флаг и был положен в основу флага Народной Республики Ангола, будучи установленным её конституцией и поднят впервые при провозглашении независимости 11 ноября 1975 года. Автором окончательного варианта флага стал видный деятель МПЛА Энрике Онамбве.

## Проект нового флага
28 августа 2003 года конституционная комиссия предложила принять новый государственный флаг. Проект нового флага представлял собой прямоугольное полотнище, состоящее из пяти горизонтальных полос. Верхняя и нижняя полосы тёмно-синего цвета символизировали свободу, справедливость и солидарность. Две промежуточные полосы белого цвета олицетворяли мир, единство и согласие. Центральная полоса красного цвета означала память о жертвах, стойкость и героизм. В центре красной полосы располагалось олицетворяющее историческую и культурную самобытность, богатства Анголы, жёлтое солнце, изображённое в виде трёх неправильных концентрических окружностей, с 15 лучами по внешней окружности. Это стилизованное изображение наскального рисунка эпохи неолита в пещере Читундо-Хулу (порт. Tchitundo-Hulu) в ангольской провинции Намибе.
Конституционная ассамблея (21 января 2010 года) и Конституционный трибунал (30 января 2010 года) оставили флаг 1975 года без изменений.